# Вишакхапатнамский метрополитен
Вишакхапатнамский метрополитен (хинди. विशाखापत्तनम मेट्रो) — будущая система скоростного транспорта города Вишакхапатнам в штате Андхра-Прадеш, Индия. Проект предлагается для уменьшения загруженности дорог, а также для создания современной и эффективной системы общественного транспорта в городе, который стал крупнейшим городом и основным центром экономической деятельности Андхра-Прадеша. Это будет единственный индийский город, в котором будет сочетаться метро и трамвай. После постройки, метрополитен города, он станет единственным в мире, построенное по данной схеме. Изначально метро должно было представлять собой железную дорогу протяженностью в 42,55 км в черте города. Однако, затем правительство приняло решение расширить систему Metro Rail.

## Маршруты
В настоящее время готовится отчет по проекту легкорельсового метро протяженностью 80 км. и трамвая протяженностью 60 км.
Метро-пути будут пролегать на данных участках метрополитена:
1. Коммади — Сталелитейный завод
2. Гурдвара — Старое почтовое отделение
3. Татичетлапалем — Чинавалтер
4. Юридический колледж — Марикиваласа
5. Коммади — аэропорт Бхогапурам

Трамвай пути будут пролегать на данных участках метрополитена:
1. Старое Почтовое Отделение — пляж Русиконда
2. Юридический колледж — Пендурти
3. Металлургический завод — Анакапалли
4. Пляжа Русиконда — пляж Бхимили

## Станции
Станции будут выполнены в современном стиле. Станции будут иметь выход и связь со всеми ближайшими районами. Станции будут построены в соответствии со стандартными нормами пожарной безопасности. Все станции будут оборудованы эскалаторами и лифтами. Безопасность пассажиров будут обеспечивать камеры видеонаблюдения, рентгеновский аппарат для сканирования багажа, сканеры, система пожарной безопасности, вывески на станциях и системы оповещения.

## «Зелёное метро»
Экологически безопасная сеть метро обеспечит почти нулевой уровень выбросов углерода. Так, планируется озеленение вдоль путей; использование естественного освещения путём установки солнечных панелей на крышах станций, стенах складов, крышах служебных зданий, навесах для парковок и т. д. Станции будут спроектированы так, чтобы соответствовать критериям платинового рейтинга в соответствии с нормами Индийского совета по экологическому строительству.

## Новейшие технологии
В работу метрополитена будут внедрены новейшие технологии. А именно: автоматические автоматы по продаже билетов; табло со светодиодной подсветкой; электронные проездные карты One Start-to-End для беспрепятственных и удобных пересадок и собственное приложение метрополитена.

## Продвижение строительства
- Февраль 2020: Ожидается скорое начало работ над Подробным Отчётом Проект(DPR).
- Март 2020 г .: Компания Urban Mass Transit Company Limited (UMTC) выиграла тендер на подготовку нового подробного отчета по проекту